# Mercedes-Benz W201
Mercedes-Benz 190 (W201) — автомобіль марки Mercedes-Benz сегменту D. Випускався з початку 1982 року по 1993 рік. У 1993 році був знятий з виробництва, на зміну цій моделі прийшов Mercedes-Benz W202.

## Історія

### Історія створення

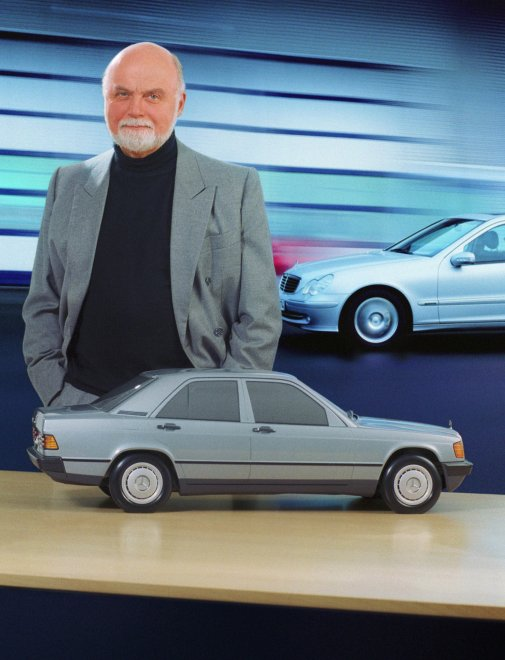
Модель автомобіля Mercedes-Benz W201 і його розробник Бруно Сакко

Уся історія розвитку Мерседес-Бенц — це історія створення великих дорогих автомобілів вищого та середнього класу. Найчастіше відмінність у класі обмежувалася установкою різних за обсягом і потужністю двигунів і кількістю доступних опцій на одному і тому ж шасі. Проте вже в шістдесятих роках двадцятого століття фірма стала проводити випробування прототипів автомобілів менших класів, більш економічних і недорогих. Зокрема, Мерседес-Бенц проводив випробування автомобілів і з переднім приводом.
До середини сімдесятих років склалася така ситуація, за якої питання про створення автомобіля меншого класу стало як ніколи актуальним. Нафтова криза, прийняття в США нових законів про норми споживання палива, вимагали більш економічних моторів, зниження ваги, обтічних кузовів. Сім'ї стали купувати другий автомобіль, бо цей вид транспорту став більш доступним для молодих людей. Крім того, все більша кількість виробників автомобілів малих класів стали зʼявлятися на ринку середнього і вищого класу. Все це говорило про початок жорсткої конкуренції для Мерседес-Бенц, про можливу втрату частини потенційних покупців. Необхідно було також розширити гаму за рахунок випуску автомобілів малого класу. Все це було відображено в спеціальній доповіді під назвою «Актуальна ситуація у виробництві легкових автомобілів, проблеми майбутньої політики масового виробництва і формування програми виробництва з точки зору збуту», представленому влітку 1975 року Хайнцем Хоппе, керівником департаменту продажів.
Восени 1976 року почалося ескізне проектування нового компактного автомобіля. Основними умовами було збереження мерседесівської якості виробництва і збірки, найвищої безпеки, економічності і поліпшення експлуатаційних характеристик та ремонтопридатності. Було поставлене завдання зробити новий автомобіль на 30 см коротшим і на 280 кг легшим, ніж нещодавно запущений автомобіль середнього класу серії W123. Рішення про виготовлення передньопривідної моделі було відкинуте, тому що в той час для такого типу приводу було складно забезпечити оптимальні ходові якості на досить важкій машині.
Оскільки раніше Мерседес-Бенц не мав великого досвіду в розробці та виробництві подібних автомобілів, до 1978 року вивчалися можливості спільного виробництва компактної моделі. Однак, до осені того ж року було ухвалене рішення про початок самостійних робіт, а в наступному, 1979 році, нова серія отримала заводський код W201 і найменування «Малюк».
Терміни створення нової серії W201 були стислими — основні дослідження і випробування почалися ще в 1978 році. Найбільших випробувань зазнала незалежна задня підвіска. Було запропоновано не менше шести концепцій підвіски в 77 різних варіантах. Задня підвіска на п'яти важелях мала оптимально враховувати розподіл ваги та навантажень на рухомий автомобіль. Розроблена в кінці сімдесятих, ця підвіска була в подальшому успішно застосована на всіх моделях, починаючи з W124. Також були проведені великі безпекові випробування в рамках програми ESF.
Восени 1981 р. перші прототипи ручної збірки пройшли приховані вуличні випробування. Вже тоді процвітало промислове шпигунство, тому зовнішній вигляд фар і задніх ліхтарів були замасковані.
Громадськість, особливо американська, була дуже зацікавлена народженням «Малюка Бенца», яке й відбулося 8 грудня 1982 року. Звичайно ж, цікавість підігрівалася в першу чергу тим, що виробник дорогих лімузинів раптом з'явився в абсолютно чужому сегменті автомобільного ринку. Розчарування від представленого автомобіля було сильним: відбулася сильна критика за зовсім простий, хоча і сучасний, зовнішній вигляд (замість звичного хрому на молдингах, бамперах і ручках дверей чорний пластик), за високий короткий багажник, одинарний склоочисник, за важіль ручного гальма праворуч (а не звична педаль), далеко не вишуканий інтер'єр і невелику гаму моделей.
Розробка і запуск в серію пройшли за досить короткий для Мерседесу термін, тому виправлення недоліків, розширення гами двигунів, збільшення числа доступних опцій відбувалося вже під час випуску.
З кожним роком модель ставала все більш досконалою і під кінець свого конвеєрного життя в 1993 році становила добре оснащений швидкісний автомобіль, який мав високий рівень безпеки і комфорту. Користуючись значним успіхом і випущена тиражем понад 1,8 млн екземплярів, серія W201 переконливо довела правильність стратегічного вибору фірми. Закріпити ж успіх випало її наступниці — серії W202.

### Історія випуску
Нова серія W201 була представлена широкому загалу в грудні 1982 року, проте вже в лютому почалося збирання автомобілів т. зв. «Передсеріі». Спочатку доступними були тільки дві дволітрові моделі: карбюраторна 190 і інжекторна 190E з 4-х ступеневою механічною коробкою перемикання передач.
У 1983 році гама моделей розширилася за рахунок двох дизельних моделей 190D і 190D 2.2 (для США) і інжекторної і 190E 2.3-16 (4 клапани на циліндр, надійшла в продаж тільки в наступному році) (є відомості, що модель 190E 2.3 вже цього ж року почала надходити до США). У моделях були виправлені деякі недоліки (наприклад, змінені ущільнювачі дверей і кріплення ременів безпеки), а також стала встановлюватися (за бажанням) 5-ти ступенева МКПП.
У 1984 році в списку опцій з'явився каталізатор (каталітичний нейтралізатор вихлопних газів) на моделі 190E, і був модифікований карбюраторний мотор на моделі 190.
У 1985 з'явився вистрибуючий склоочисник, стали серійними гідропідсилювач керма і обігрів сопел омивача лобового скла (їх стало два). Автомобілі почали комплектуватися 15-ти дюймовими дисками. Модельний ряд поповнився дизельною моделлю 190D 2.5 і інжекторною моделлю 190E з більш потужним двигуном і каталізатором. У вересні були також представлені перші зразки моделі 190E 2.6 з рядним шестициліндровим двигуном об'ємом 2.6 літра (серійно він став доступний тільки в 1987 році). У грудні в продажу з'явилася модель 190E 2.3. Треба відзначити, що доставлення автомобілів майже завжди йшли зі значним запізненням. Так, модель 190E 2.3 стала доставлятися покупцям тільки у вересні наступного року.
У 1986 році всі моделі починають серійно оснащуватися каталізатором. Однак, через відсутність достатньої кількості бензину без тетраетилсвинцевих домішок за бажанням замовника встановлювався його неповний комплект (без каталітичного елемента, але з можливістю його оперативної установки).
У 1987 році починається випуск моделі 190D 2.5 Turbo (модифікація для США з'явилася за рік до того). На неї встановлюється АКПП. У цьому ж році з'являється електричний привід люка даху замість механічного.

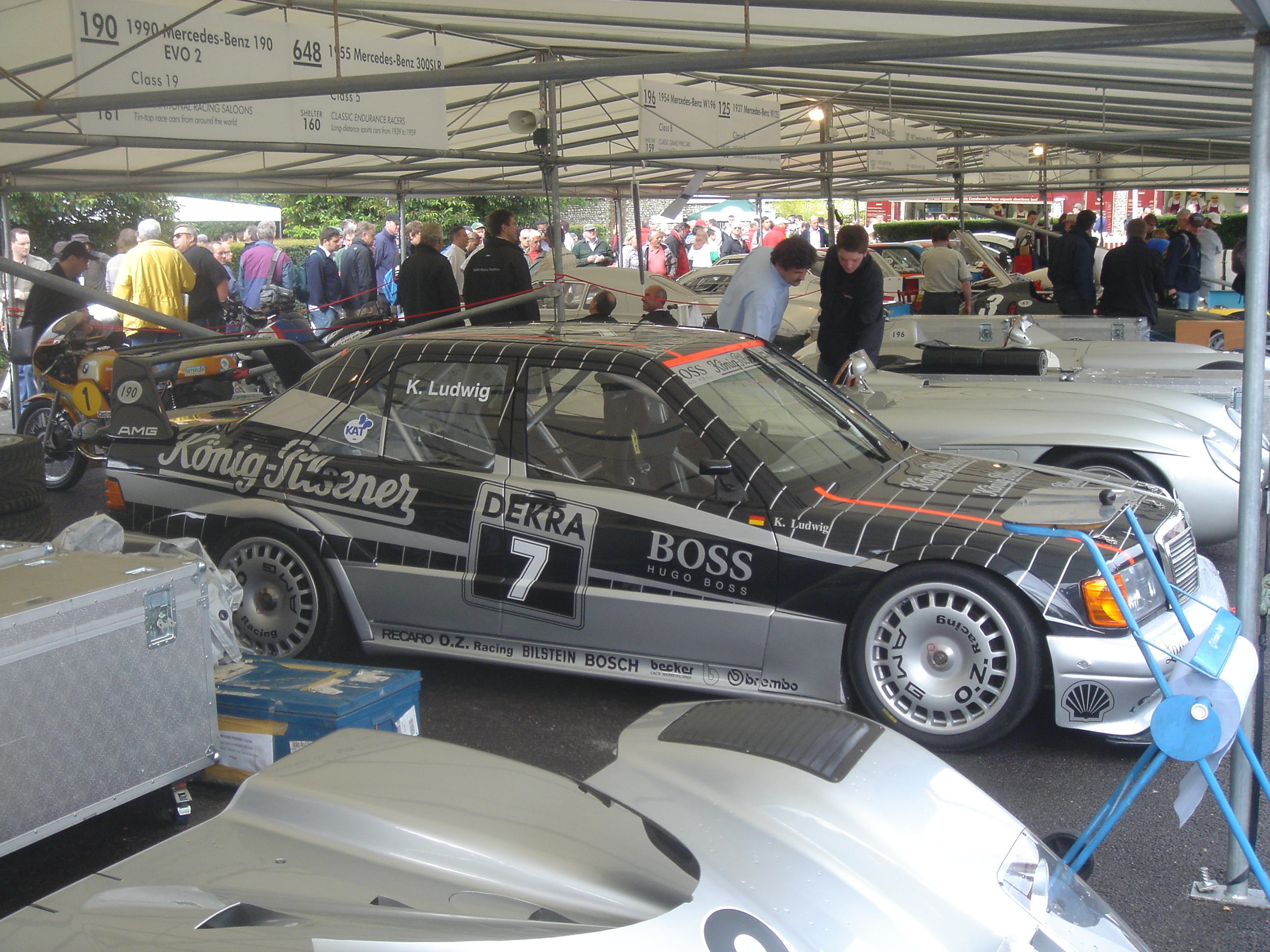
Mercedes-Benz 190 EVO2 (1990)

У 1988 році відбувається значне оновлення моделей. Змінюється зовнішній вигляд, інтер'єр і гамма двигунів. Замість вузьких встановлюються широкі молдинги, що закривають низ дверей і доходять до порогів, а колір молдингів контрастує з кольором кузова. Обрамлення скла анодується, дзеркала фарбуються в колір кузова, праве дзеркало заднього виду стає базовим. На зміну 190E 2.3-16 приходить модель 190E 2.5-16, дизельний двигун моделі 190D 2.5 Turbo стає більш потужним. Найбільш значною подією року стає випуск мільйонного екземпляра автомобіля серії W201.
У 1989 році відбувається подальше вдосконалення дизельних двигунів, з'являється версія Sportline для всіх моделей, крім 190E 2.3-16, модель 190D 2.5 Turbo отримує 5-ти ступеневу МКПП. За бажанням замовника стає можливою обробка центральної консолі деревом. З'являється нова спеціальна модель 190E 2.5-16 EVOLUTION (усього 502 штуки).

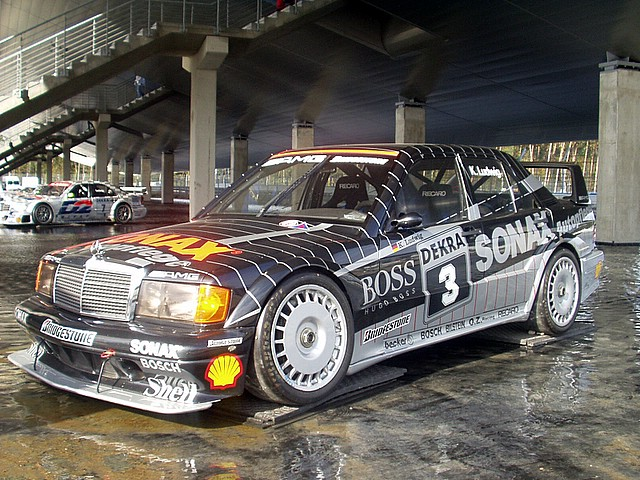
Mercedes-Benz 190 DTM 1992

У 1990 році припиняється випуск карбюраторної моделі 190. Їй на зміну приходить модель 190E 1.8, яка за рахунок застосування інжектора має практично такі ж динамічні характеристики при меншому об'ємі двигуна. На атмосферний дизель 190E 2.5 встановлюється нейтралізатор вихлопних газів. Випускається друга версія EVO (накладом 502 шт.) — 190E 2.5-16 EVOLUTION II на прізвисько «Бойова колісниця».
У 1992 році з'являються обмежені партії спеціальних версій W201: «Berlin 2000» (190E 1.8, 2.3 та 3.2) та «Avantgarde» (rosso 190E 1.8, azzurro 190E 2.3, verde 190D 2.5), а також спортивна модель для DTM.
А в 1993 для американського ринку було випущено 700 штук люкс автомобілів версії Limited Edition (190E 2.3 і 190E 2.6 Sportline).
До початку 1993 року припиняється випуск серії W201 на заводі в Зіндельфінгені, а потім і в Бремені. Один із останніх автомобілів серії (з номером 1.879.629) традиційно передається в Музей Мерседес-Бенц.

## Галерея

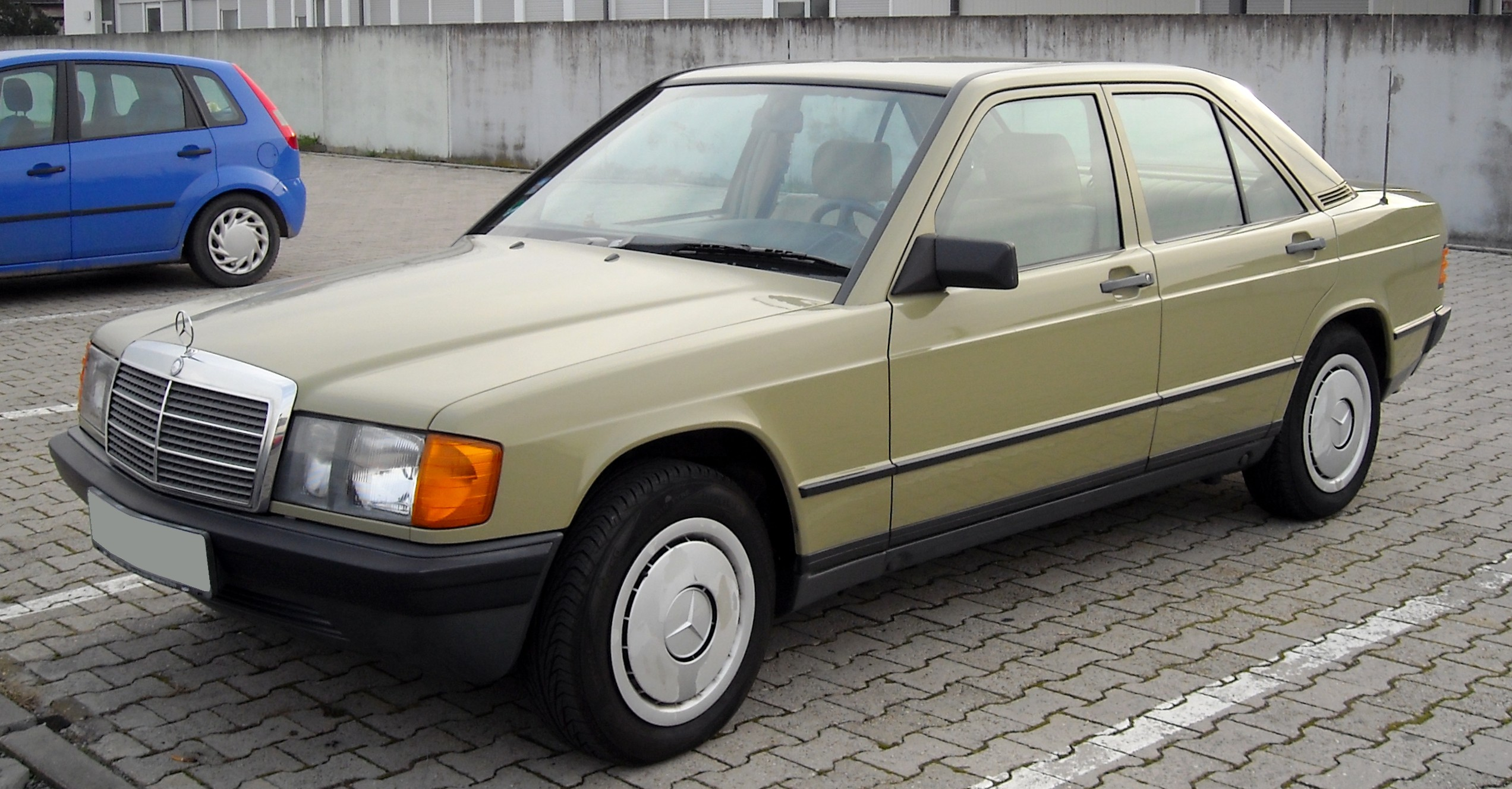
190 (1982-1988)
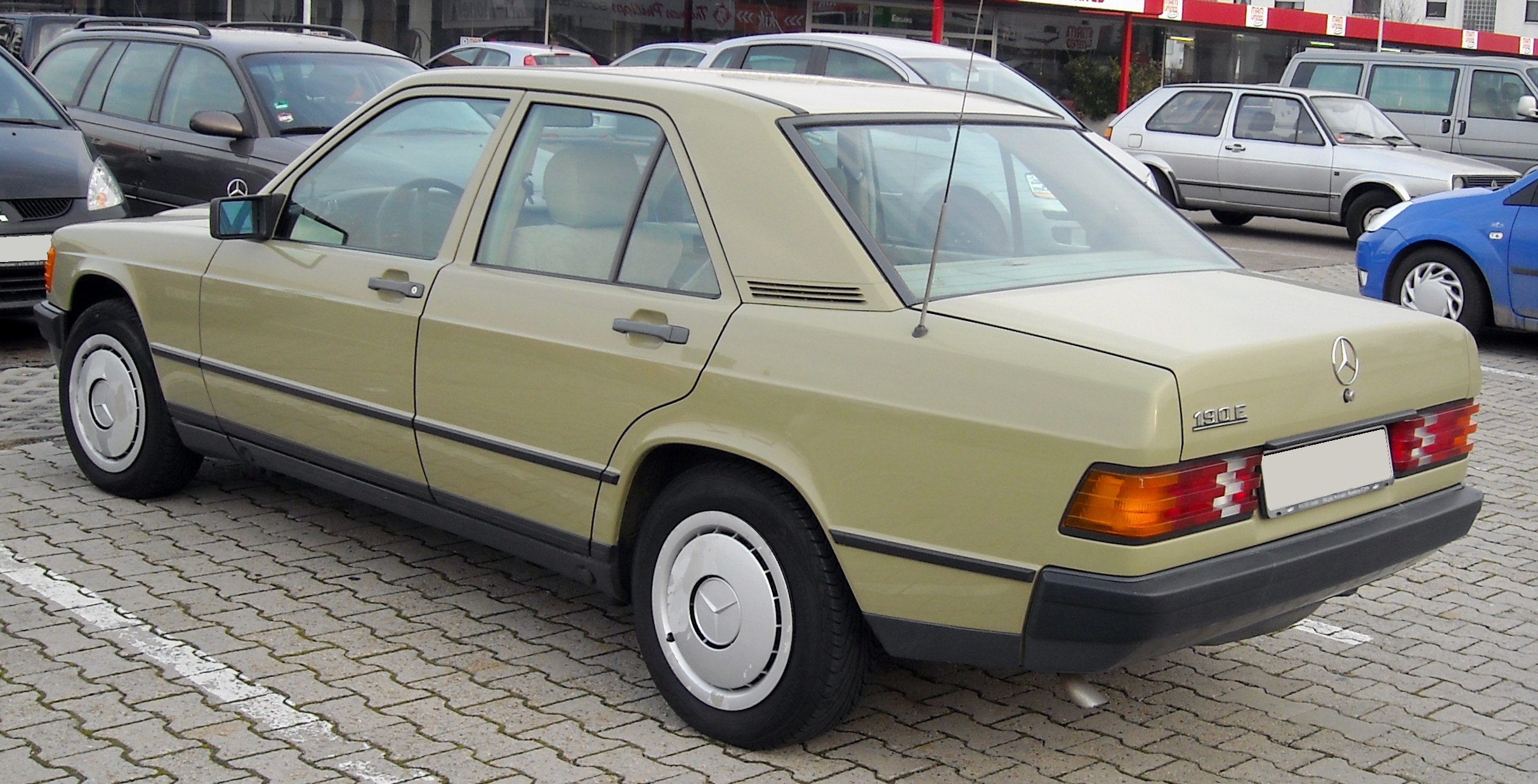
190 (1982-1988)
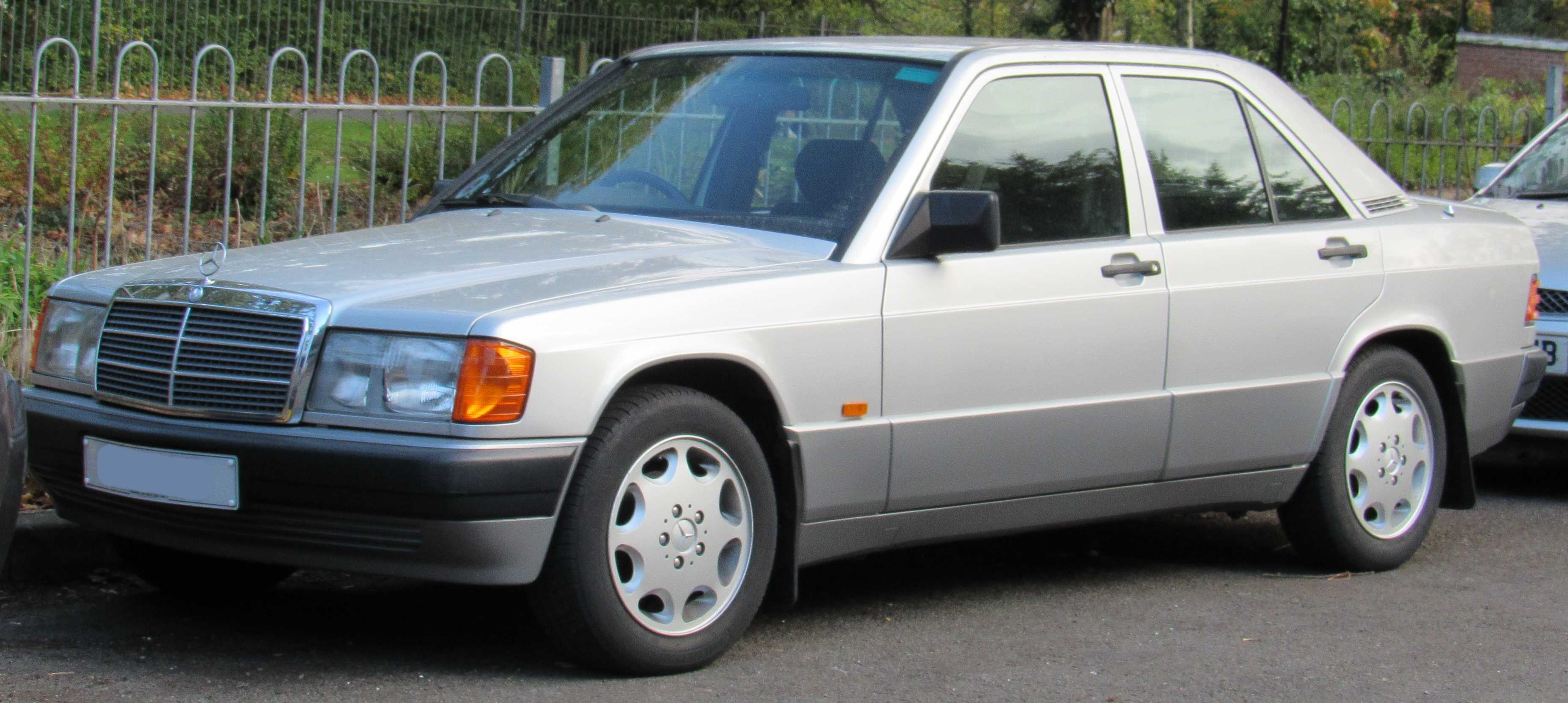
190E (1988-1992)
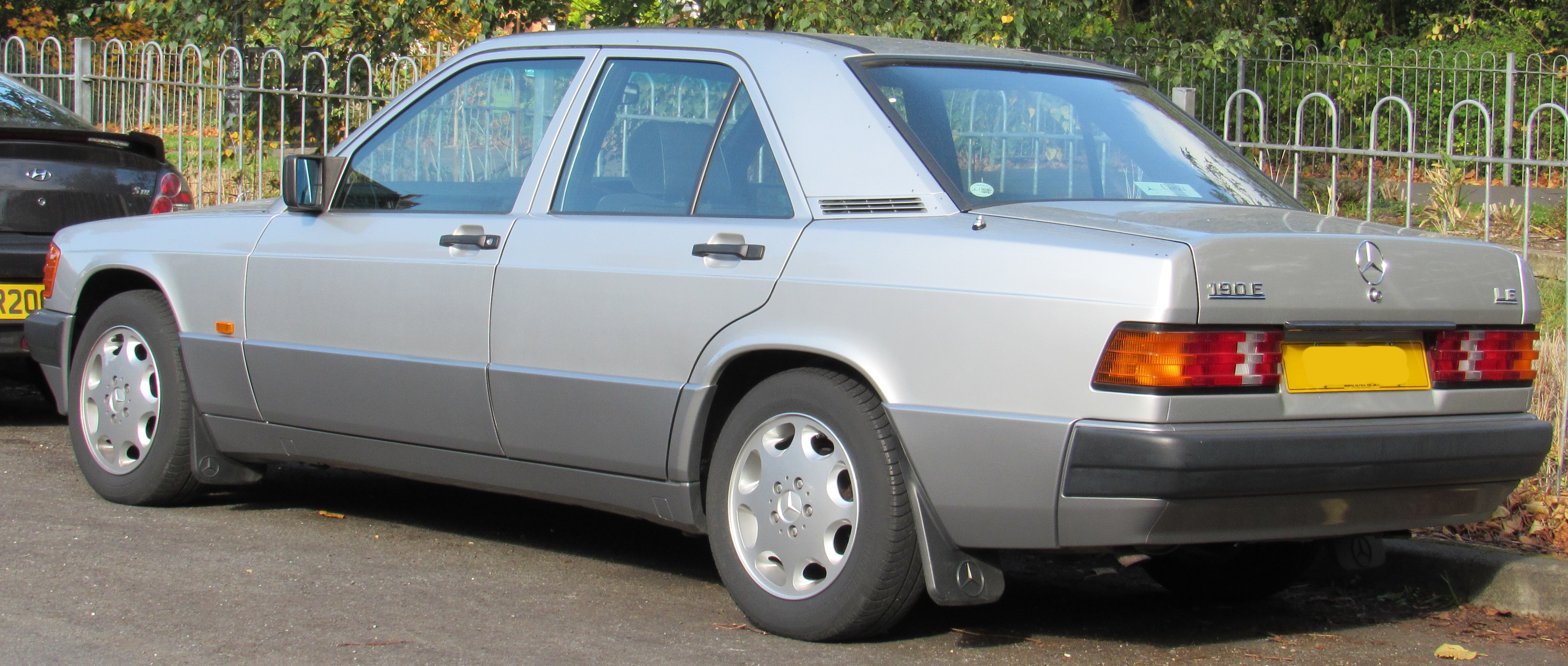
190E (1988-1992)
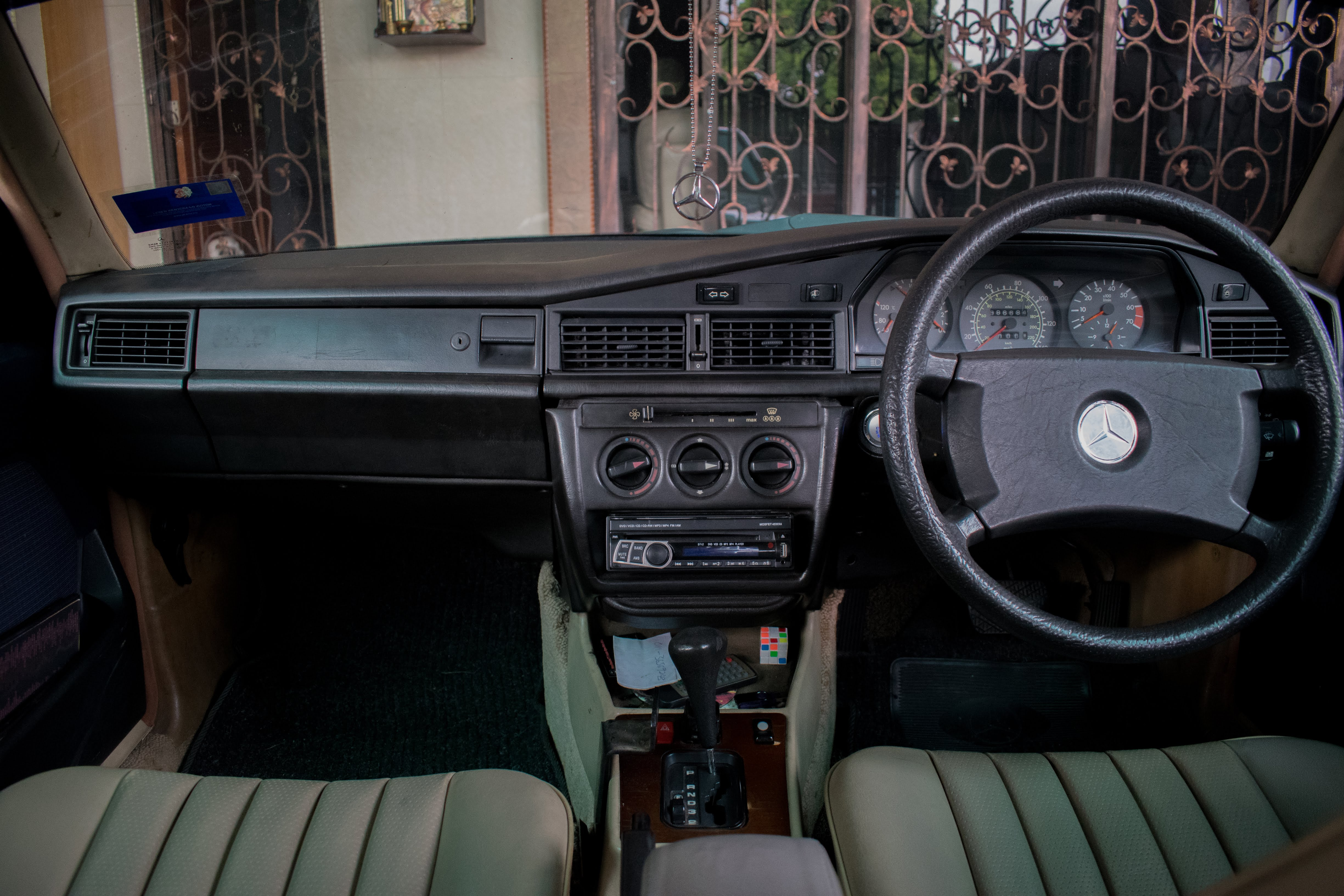

## Продукція
| Mercedes 190                | Mercedes 190   |
| --------------------------- | -------------- |
| Всього                      | 1.879.629 штук |
| з дизельним двигуном        | 33,6 %         |
| з 6-ти циліндровим двигуном | 5,6 %          |
| з 16-ти клапанним двигуном  | 1,4 %          |
| Спеціальний випуск          | 0,4 %          |

## "Заряджені" версії

### 2.3-16

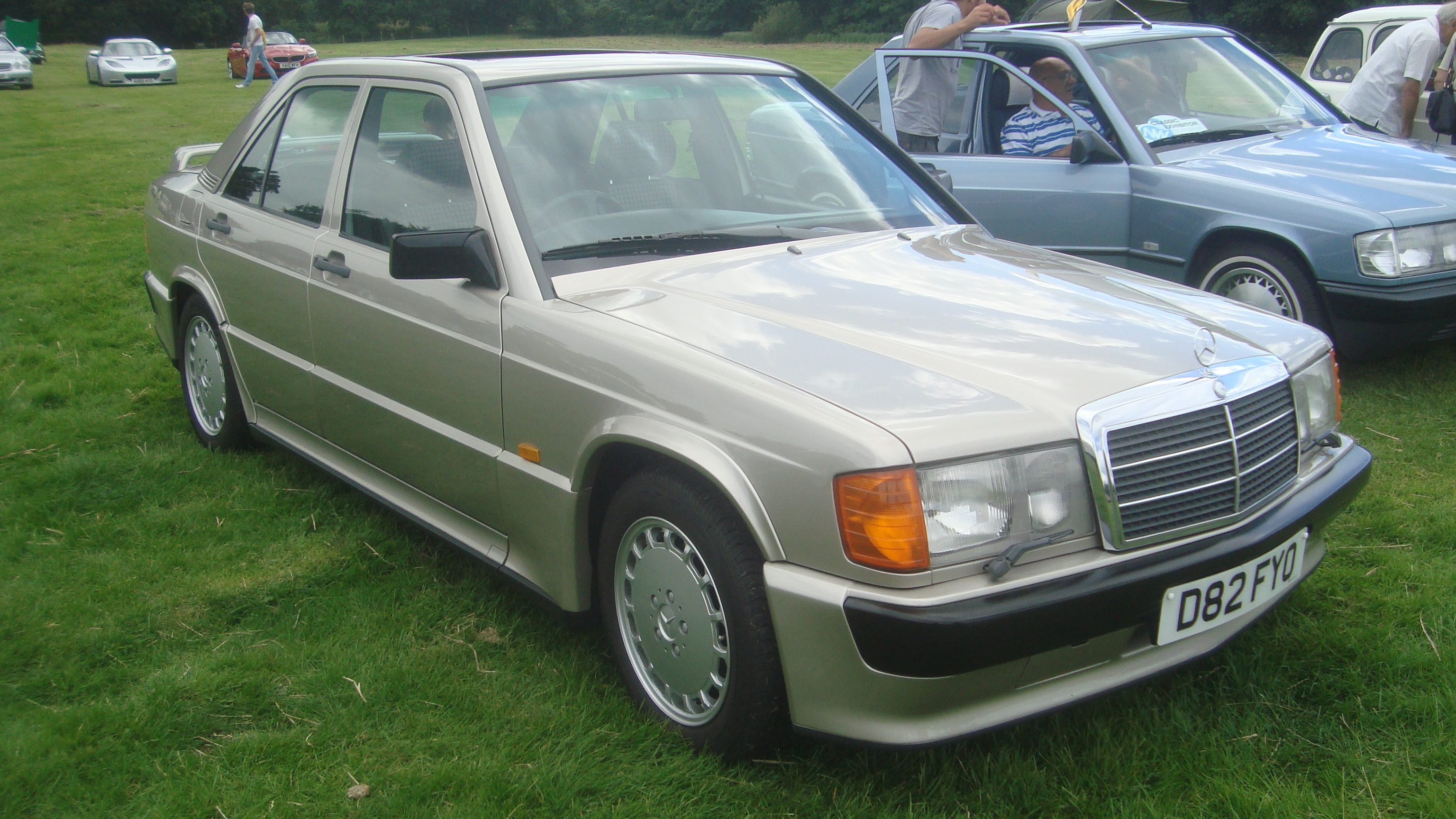
Mercedes-Benz 190Е 2.3-16

Дебют серійного 190Е 2.3-16 відбувся на автосалоні у Франкфурті у вересні 1983 року. Англійська фірма Cosworth серйозно попрацювала над мотором - він отримав нову головку блоку циліндрів. Двигун вийшов досить непоганим і розвивав 185 к.с. і 235 Нм крутного моменту, що дозволяло машині розганятися до 100 км/год всього за 7,5 с. Максимальна швидкість становила 230 км/год. «Заряджена» версія отримала також більш гостре кермування, збільшений з 55 до 70 л паливний бак, а в базове оснащення входив диференціал підвищеного тертя. З'явилася система SLS (Self-Leveling Suspension), яка підтримувала постійний дорожній просвіт під задньою віссю, а також більш жорсткі амортизатори спереду. У салоні були встановлені спортивні сидіння Recaro (не тільки спереду, але і ззаду) і три додаткових прилади. Схема перемикання передач на дорожньої версії 190E 2.3-16 копіювала перегонну - перша ступінь механічної коробки Getrag розташовувалася вліво і вниз від "нейтралки". Зроблено це було для більш зручного перемикання на наступні передачі, але ось налаштувати КПП ідеально не вдалося - такий самий п'ятиступеневий Getrag у головного суперника, BMW M3, працював краще.
У 1983 році Mercedes-Benz 190E 2.3-16 встановив на трасі Нардо рекорд в заїзді на витривалість. Спеціально підготована машина проїхала 50 тисяч кілометрів із середньою швидкістю 247,88 км/год.

### 2.5-16

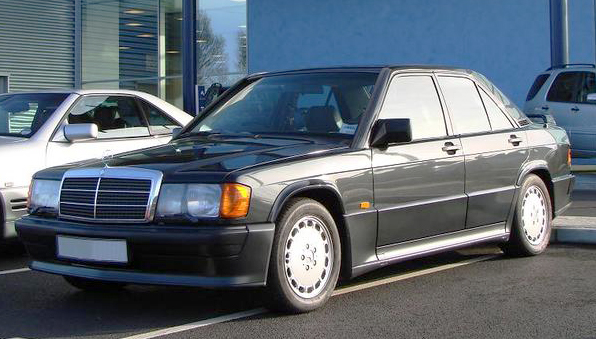
Mercedes-Benz 190E 2.5-16

У 1988 році на зміну 2.3-16 прийшов Mercedes-Benz 190Е 2.5-16. Об'єм двигуна збільшився з 2,3 до 2,5 л, потужність - до 192 к.с. а максимальна швидкість до 235 км/год. Крім того на такі заряджені седани став встановлюватися диференціал підвищеного тертя ASD. Завдяки електронному управлінню ступінь блокування змінювалася з 15% до 100%, що дозволяло максимально ефективно реалізувати весь потенціал двигуна.

### 2.5-16 Evolution I

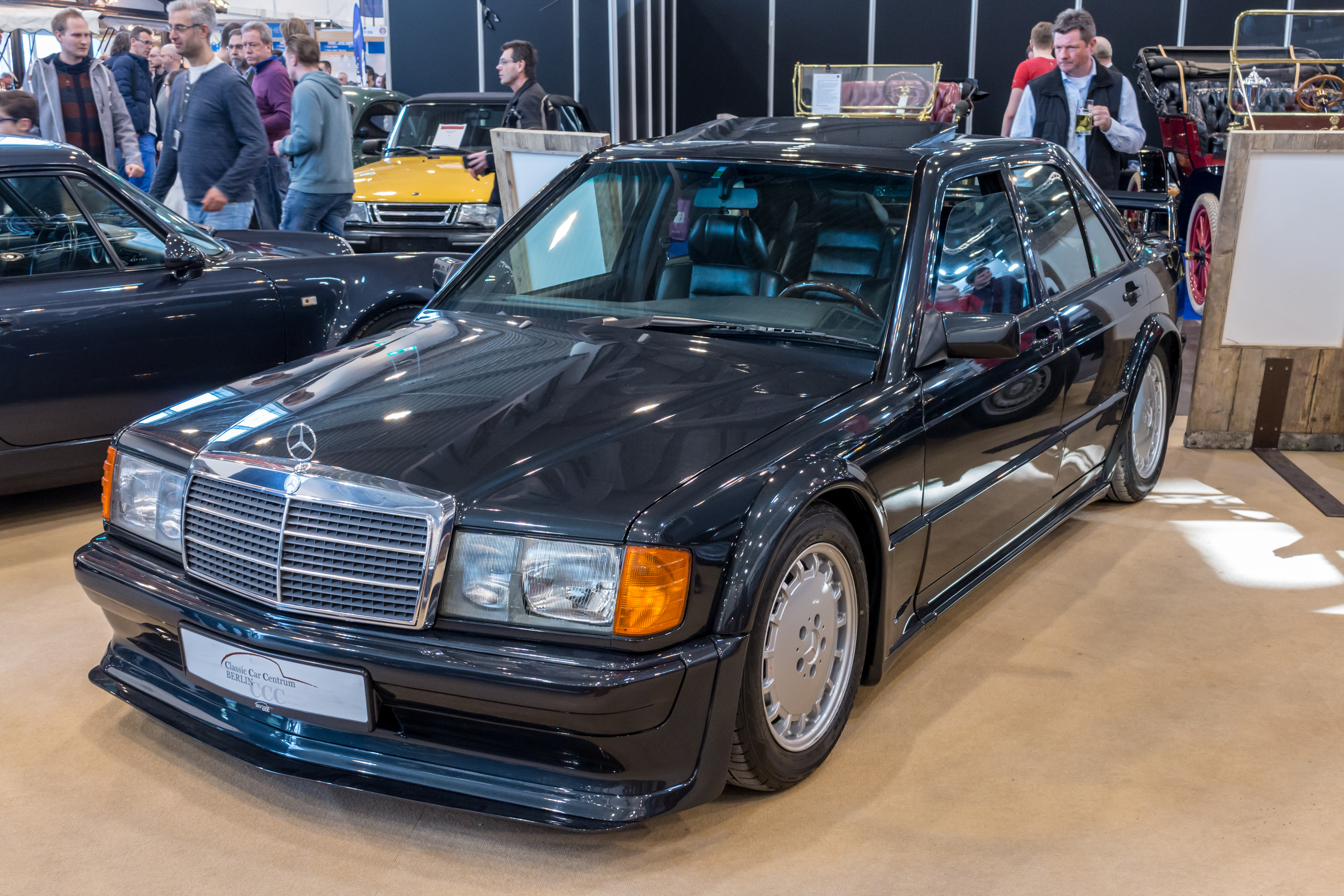
Mercedes-Benz 190E 2.5-16 Evolution I

У 1988 році керівництвом Mercedes-Benz було прийняте рішення про виступ в чемпіонаті DTM (до цього часу перегонні 190 брали участь в кузовних гонках лише зусиллями приватних команд). Досвід, отриманий ними, а також дебют в гонках швидшої версії BMW M3 Evolution вимагав від Мерседеса серйозної підготовки. І в березні 1989 року на автосалоні в Женеві з'явилася чергова омологаційна версія - Mercedes-Benz 190E 2.5-16 Evolution I.
Двигун майже не зазнав змін: інженери лише зменшили маси обертових деталей і поліпшили систему змащування. Але ходова частина була серйозно перероблена: посилені гальма, а система SLS встановлена і на передню підвіску, причому водій міг змінювати кліренс з салону.
Всього було випущено 502 екземпляра Mercedes-Benz 190E 2.5-16 Evolution I - саме стільки потрібно правилами DTM для омологації перегонної моделі. Mercedes-AMG пропонувала для власників, яким не вистачало динаміки, спортивний пакет PowerPack вартістю 18 тисяч німецьких марок, в який входили інші розподільні вали, збільшена дросельна заслінка і більш ефективна настройка паливної системи і запалювання. У поєднанні зі зміненою системою випуску все це забезпечувало прибавку в 30 к.с.

### 2.5-16 Evolution II

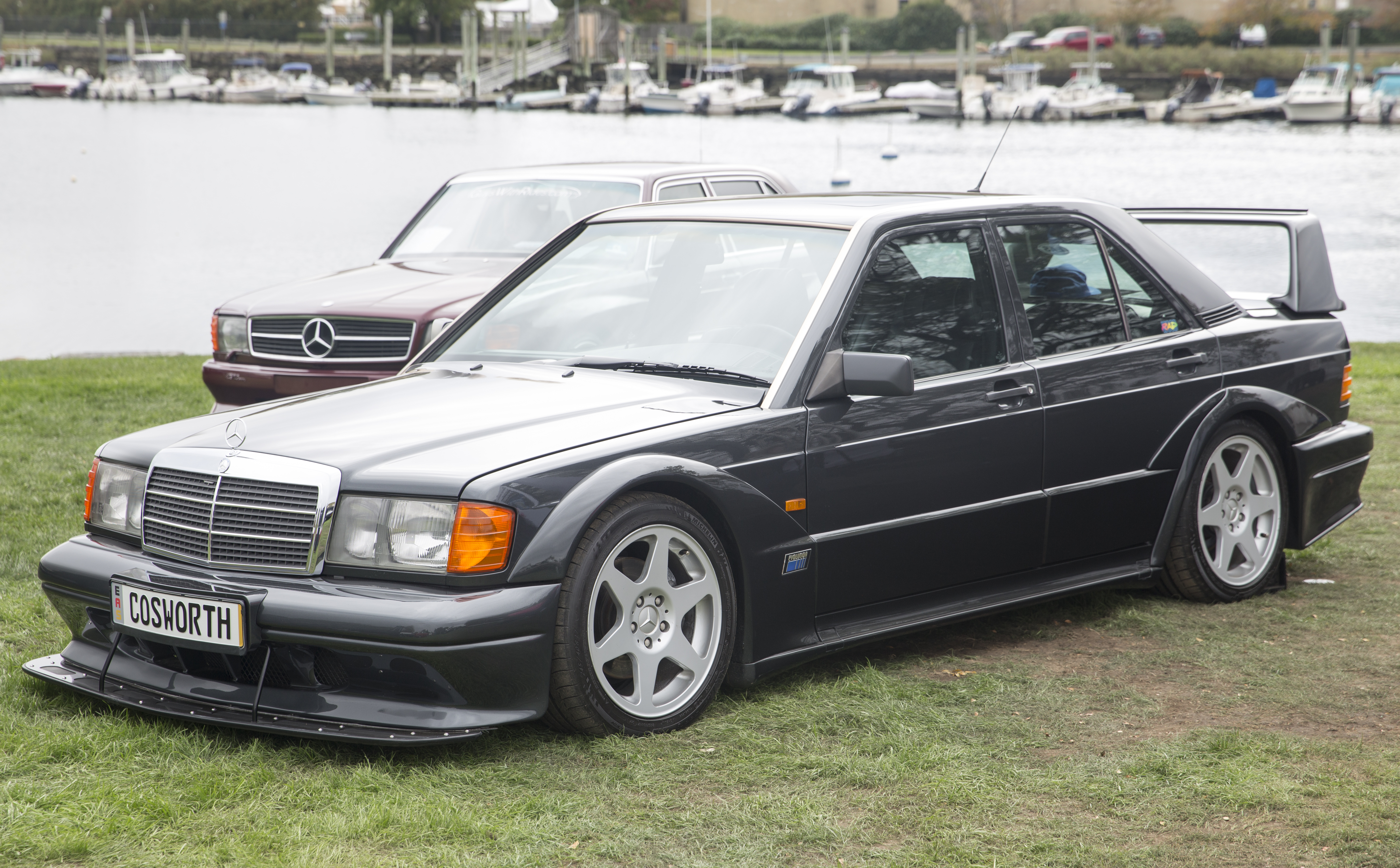
Mercedes-Benz 190E 2.5-16 Evolution II

У 1990 році на автосалоні в Женеві був представлений Mercedes-Benz 190E 2.5-16 Evolution II. Уже в стандартне оснащення другого «Еволюшн» входив AMG PowerPack. А 235 к.с. і 245 Нм крутного моменту дозволяли седану масою 1,3 тонни досягати 100 км/год за 7,1 с і розганятися до 250 км/год.
Підсумком співпраці з університетом Штутгарта став обвіс з величезним заднім антикрилом. Цей обвіс не тільки виглядав зухвало, але і був ефективним, коефіцієнт аеродинамічного опору становить лише 0,29.
А в 1992 році пілот команди AMG Racing Клаус Людвіг завоював титул в чемпіонаті DTM за кермом Evolution II.
Всього було випущено 502 штуки Mercedes-Benz 190E 2.5-16 Evolution II за ціною 115 тисяч 260 німецьких марок, а доплата за кондиціонер становила 4,5 тисячі.

### 3.2 AMG

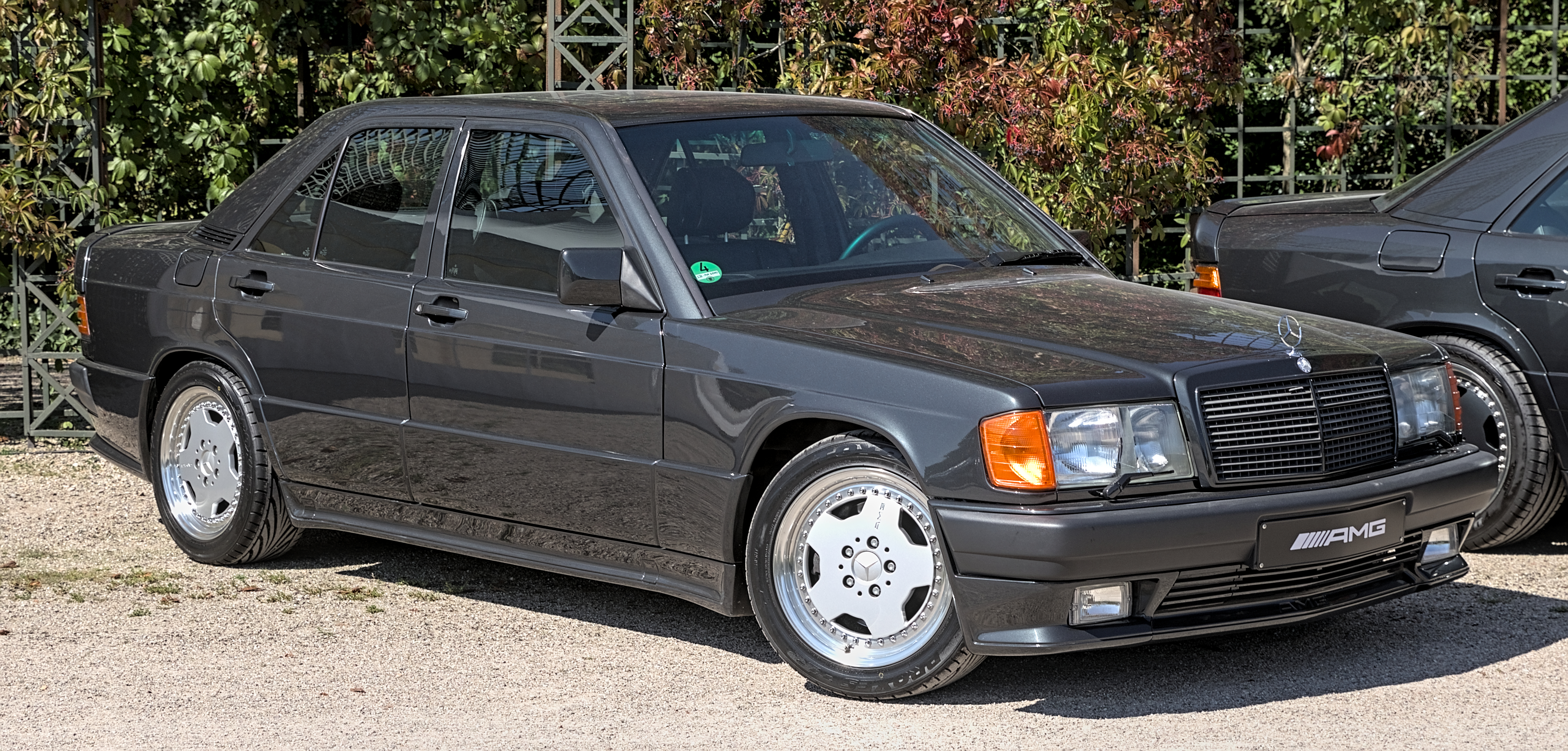
Mercedes-Benz 190E 3.2 AMG

Це одна з перших моделей, вироблених після злиття Mercedes i AMG. Ці машини поставлялися з агресивним обвісом, надаючи W201 клиноподібний профіль, що нагадує W124 300E Hammer, і з покращеною версією шестициліндрового двигуна M103 на 3,2 літра з потужністю близько 234 к.с., а також 4-ступеневою автоматичною коробкою передач. Лише близько 200 таких автомобілів було вироблено. Ще деякий час AMG пропонувала лист покращень для клієнтів Mercedes на вибір.

## Двигуни
Бензинові двигуни:
| Модель                          | Випуск    | Тип двигуна | Клапани/Циліндри | Об'єм [см3] | Потужність [kW/к.с.] при частоті [об./хв.] | Крутний момент [Нм] при частоті [об./хв.] |
| ------------------------------- | --------- | ----------- | ---------------- | ----------- | ------------------------------------------ | ----------------------------------------- |
| 190                             | 82-84     | M 102       | 2/4              | 1997        | 66/90 при 5000                             | 165 при 2500                              |
| 190                             | 84-88     | M 102       | 2/4              | 1997        | 77/105 при 5200                            | 170 при 2500                              |
| 190 (KAT)                       | 85-90     | M 102       | 2/4              | 1997        | 77/105 при 5700                            | 158 при 3500                              |
| 190 E                           | 82-88     | M 102       | 2/4              | 1997        | 90/122 при 5100                            | 178 при 3500                              |
| 190 E (KAT)                     | 85-91     | M 102       | 2/4              | 1997        | 87/118 при 5100                            | 172 при 3500                              |
| 190 E 2.0                       | 91-93     | M 102       | 2/4              | 1996        | 90/122 при 5300                            | 175 при 3500                              |
| 190 E 1.8                       | 90-93     | M 102       | 2/4              | 1797        | 80/109 при 5500                            | 150 при 3700                              |
| 190 E 2.3                       | 85-88     | M 102       | 2/4              | 2299        | 100/136 при 5100                           | 205 при 3500                              |
| 190 E 2.3 (KAT)                 | 85-91     | M 102       | 2/4              | 2299        | 97/132 при 5100                            | 198 при 3500                              |
| 190 E 2.3                       | 91-93     | M 102       | 2/4              | 2298        | 100/136 при 5200                           | 200 при 3500                              |
| 190 E 2.3-16 (ECE)              | 84-88     | M 102       | 4/4              | 2299        | 136/185 при 6200                           | 235 при 4500                              |
| 190 E 2.3-16 (RÜF)              | 83-84     | M 102       | 4/4              | 2299        | 130/177 при 5800                           | 230 при 4750                              |
| 190 E 2.3-16 (KAT)              | 82-87     | M 102       | 4/4              | 2299        | 125/170 при 5800                           | 220 при 4750                              |
| 190 E 2.5-16 (RÜF)              | 87-88     | M 102       | 4/4              | 2498        | 150/204 при 6750                           | 240 при 5000-5500                         |
| 190 E 2.5-16 (KAT)              | 7.88-6.93 | M 102       | 4/4              | 2498        | 143/195 при 6800                           | 235 при 5000-5500                         |
| 190 E 2.5-16 Evolution (RÜF)    | 3.89-5.89 | M 102       | 4/4              | 2463        | 150/204 при 6750                           | 240 при 5000-5500                         |
| 190 E 2.5-16 Evolution (KAT)    | 3.89-5.89 | M 102       | 4/4              | 2463        | 143/195 при 6800                           | 235 при 5000-5500                         |
| 190 E 2.5-16 Evolution II (KAT) | 5.90-7.90 | M 102       | 4/4              | 2463        | 173/235 при 7200                           | 245 при 5000-6000                         |
| 190 E 2.6                       | 85-88     | M 103       | 2/6              | 2597        | 122/166 при 5800                           | 228 при 4600                              |
| 190 E 2.6 (KAT)                 | 85-92     | M 103       | 2/6              | 2597        | 118/160 при 5800                           | 220 при 4600                              |
| 190 E 3.2 AMG                   | 92        | M 103       | 2/6              | 3206        | 172/234 при 5750                           | 305 при 4500                              |

Дизельні двигуни:
| Модель          | Випуск | Тип двигуна | Об'єм [см3] | Потужність [kW/к.с.] при частоті [об./хв.] | Крутний момент [Нм] при частоті [об./хв.] |
| --------------- | ------ | ----------- | ----------- | ------------------------------------------ | ----------------------------------------- |
| 190 D           | 83-89  | OM 601      | 1997        | 53/72 при 4600                             | 123 при 2800                              |
| 190 D           | 89-92  | OM 601      | 1997        | 55/75 при 4600                             | 126 при 2700-3550                         |
| 190 D 2.2       | 83-85  | OM 601      | 2197        | 54/73 при 4200                             | 130 при 2800                              |
| 190 D 2.5       | 85-90  | OM 602      | 2497        | 66/90 при 4600                             | 154 при 2800                              |
| 190 D 2.5       | 90-92  | OM 602      | 2497        | 69/94 при 4600                             | 158 при 2600-3100                         |
| 190 D 2.5 Turbo | 86-89  | OM 602      | 2497        | 90/122 при 4600                            | 225 при 2400                              |
| 190 D 2.5 Turbo | 89-93  | OM 602      | 2497        | 93/126 при 4600                            | 231 при 2400                              |